# Lovell (Wyoming)
Lovell es un pueblo ubicado en el condado de Big Horn en el estado estadounidense de Wyoming. En el año 2010 tenía una población de 2.360 habitantes y una densidad poblacional de 842.86 personas por km².

## Geografía
Lovell se encuentra ubicado en las coordenadas 44°50′9.77″N 108°23′29.62″O / 44.8360472, -108.3915611. Según la Oficina del Censo, la localidad tiene un área total de 2,8 km² (1,1 mi²), de la cual 2,8 km² (1,1 mi²) es tierra y 0 km² (0 mi²) (0.0%) es agua.

### Localidades adyacentes
El siguiente diagrama muestra a las localidades en un radio de 60 kilómetros (37,3 mi) de Lovell.

## Demografía
En el 2000 la renta per cápita promedia del hogar era de $33.519, y el ingreso promedio para una familia era de $42.768. El ingreso per cápita para la localidad era de $17.890. En 2000 los hombres tenían un ingreso per cápita de $33.942 contra $20.139 para las mujeres. Alrededor 11.6 de la población estaba bajo el umbral de pobreza nacional.